# Tauramena
Tauramena là một khu tự quản thuộc tỉnh Casanare, Colombia. Thủ phủ của khu tự quản Tauramena đóng tại Tauramena Khu tự quản Tauramena có diện tích 2391 ki lô mét vuông. Đến thời điểm ngày 28 tháng 5 năm 2005, khu tự quản Tauramena có dân số 5882 người.